# 魚池神社
23°53′42″N 120°56′08″E / 23.895137°N 120.935422°E
魚池神社為台灣日治時期位於臺中州魚池庄的神社，設立於1943年。現址為南投縣魚池鄉瓊文書院。

## 介紹
魚池神社的興建是出於的皇民化運動的社會背景，當局考量魚池庄位於山區，地處偏遠且交通不便，為了增加庄民從事敬神生活的機會，便以紀念皇紀2600年（1940年）年為契機，申請設立魚池神社，以達到社會教化及國民精神修練的功能。魚池神社於1943年11月11日舉行鎮座式落成啟用，社格為無格社，祭神為開拓三神（大國魂命、大己貴命、少彥名命）及北白川宮能久親王。
魚池神社位於臺中州新高郡魚池庄魚池576-23番地，地處魚池尖山（又稱做「魚池富士」）北側山麓，往北面向魚池盆地和水稻田，神社周圍則是茂密的森林。魚池神社占地18,371坪，神社設施包含具向拜（延長屋簷）的流造式本殿（1.61坪）、幣殿（3坪）、拜殿（6.60坪）、拜殿向拜（1.36坪）、手水舍（1.61坪）、第一鳥居1座、第二鳥居1座、玉垣（10.275間）、竹垣（17.535間）、揭示所1座、社號標1座、常夜燈1對、燈籠1對。